# Saint-Jacut-du-Mené
Saint-Jacut-du-Mené korábbi község Franciaországban, Côtes-d’Armor megyében. Lakosainak száma 728 fő (2018. január 1.). Saint-Jacut-du-Mené Le Mené, Le Gouray, Langourla, Laurenan, Saint-Gilles-du-Mené, Saint-Gouéno és Saint-Vran községekkel határos.
2016. január 1-jén hat másik korábbi községgel egyesült és az így létrejött Le Mené új község része lett.

## Népesség
A település népessége az elmúlt években az alábbi módon változott:
| Lakosok száma | 746  | 725  | 677  | 666  | 716  | 726  | 728  | 734  | 730  | 728  |
|               | 1962 | 1968 | 1982 | 1990 | 1999 | 2008 | 2011 | 2013 | 2017 | 2018 |